# Dig Down
Dig Down is een nummer van de Britse alternatieve rockband Muse uit 2017. Het is de eerste single van hun achtste studioalbum Simulation Theory.
"Dig Down" is een elektronisch poprocknummer met hier en daar wat glamrock-invloeden. Het nummer werd een klein hitje in Europa, en had het meeste succes in het Franse taalgebied en Spanje. In Muse's thuisland het Verenigd Koninkrijk werd het echter geen hit. In Nederland haalde "Dig Down" de 15e positie in de Tipparade, en in Vlaanderen de 13e positie in de Tipparade.